# Дурнов, Лев Абрамович
Лев Абрамович Дурнов (1931—2005) — советский учёный и педагог в области детской онкологии, доктор медицинских наук, профессор, академик РАМН (1999; член-корреспондент с 1994). Лауреат Государственной премии Российской Федерации (1999). Заслуженный деятель науки РСФСР (1974).

## Биография
Родился 21 декабря 1931 года в Москве, сын инженера-химика А. Л. Дурнова. 
С 1951 по 1956 год обучался во Втором Московском государственном медицинском институте, который окончил с отличием. С 1958 по 1961 год обучался на заочной аспирантуре этого института по кафедре педиатрии. С 1956 по 1959 год на клинической работе в Ульяновской сельской районной больнице Калужской области и с 1959 по 1962 год — в Московской детской городской клинической больнице №1 в качестве врача-хирурга, ординатора и с 1962 по 1966 год — заведующий хирургическим отделением.
В 1966 по 2005 год на научной и клинической работе во Всесоюзном онкологическом научном центре АМН СССР (с 1991 года — РАМН) по приглашению академика Н. Н. Блохина, был организатором и первым заведующим отделением детской онкологии. С 1989 по 2005 год — заместитель директора РОНЦ имени Н. Н. Блохина РАМН по научной работе и одновременно — директор НИИ детской онкологии и гематологии. С 1990 года одновременно с научной занимался и педагогической работой в Центральном институте усовершенствования врачей (с 1994 года — Российская медицинская академия последипломного образования) где был организатором и первым руководителем кафедры детской онкологии. Л. А. Дурнов являлся — главным детским онкологом Москвы, главным детским онкологом Министерства здравоохранения СССР и с 1991 года — главным детским онкологом Министерства здравоохранения Российской Федерации.

### Научно-педагогическая деятельность и вклад в науку
Основная научно-педагогическая деятельность Л. А. Дурнова была связана с вопросами в области детской онкологии и разработке методики её диагностики и лечения, исследованиями терапии нефробластомы и комплексной терапии опухолей. С 1970 года Л. А. Дурнов являлся — председателем проблемной комиссии по детской онкологии при АМН СССР, с 1980 года — президентом Детского противоракового фонда. С 1970 по 1987 год он являлся — председателем проблемной комиссии по детской онкологии стран Совета экономической взаимопомощи, с 1971 по 1973 год — член Комитета по раку у детей при Всемирной организации здравоохранения (ВОЗ, англ. World Health Organization, WHO), с 1987 по 1991 год — член Правления Всесоюзного детского фонда. С 1994 года являлся организатором и главным редактором научно-медицинского журнала «Детская онкология», а так же членом редакционной коллеги таких журналов как «Вестник РАМН», «Детская хирургия» и «Вместе против рака».
В 1962 году защитил кандидатскую диссертацию по теме: «Лечение микросфероцитарной анемии у детей», в 1966 году защитил диссертацию на соискание учёной степени доктор медицинских наук по теме: «Лечение опухоли Вильмса у детей», в 1968 году ему было присвоено учёное звание профессора. В 1994 году он был избран член-корреспондентом, а в 1999 году — академиком РАМН. Им было написано более шестисот научных работ, в том числе тридцать пять монографий, им было подготовлено двадцать докторов и восемьдесят кандидата наук.
В 1999 году «за разработку и внедрение в клиническую практику комбинированных методов лечения остеогенной саркомы» был удостоен Государственной премии Российской Федерации.
Скончался 12 сентября 2005 года в Москве, похоронен на Троекуровском кладбище.

## Награды, звания и премии
- Орден «Знак Почёта»
- Заслуженный деятель науки РСФСР (1974)
- Государственная премия Российской Федерации (1999)